# Čemernica (Pale-Prača)
Čemernica es un pueblo de la municipalidad de Pale-Prača, en el cantón de Podrinje Bosnio, Bosnia y Herzegovina.

## Superficie
Posee una superficie de 4,08 kilómetros cuadrados.

## Demografía
Hasta 2013 la población era de 37 habitantes, con una densidad de población de 9,1 habitantes por kilómetro cuadrado.